# 쓰가루 노부아키라

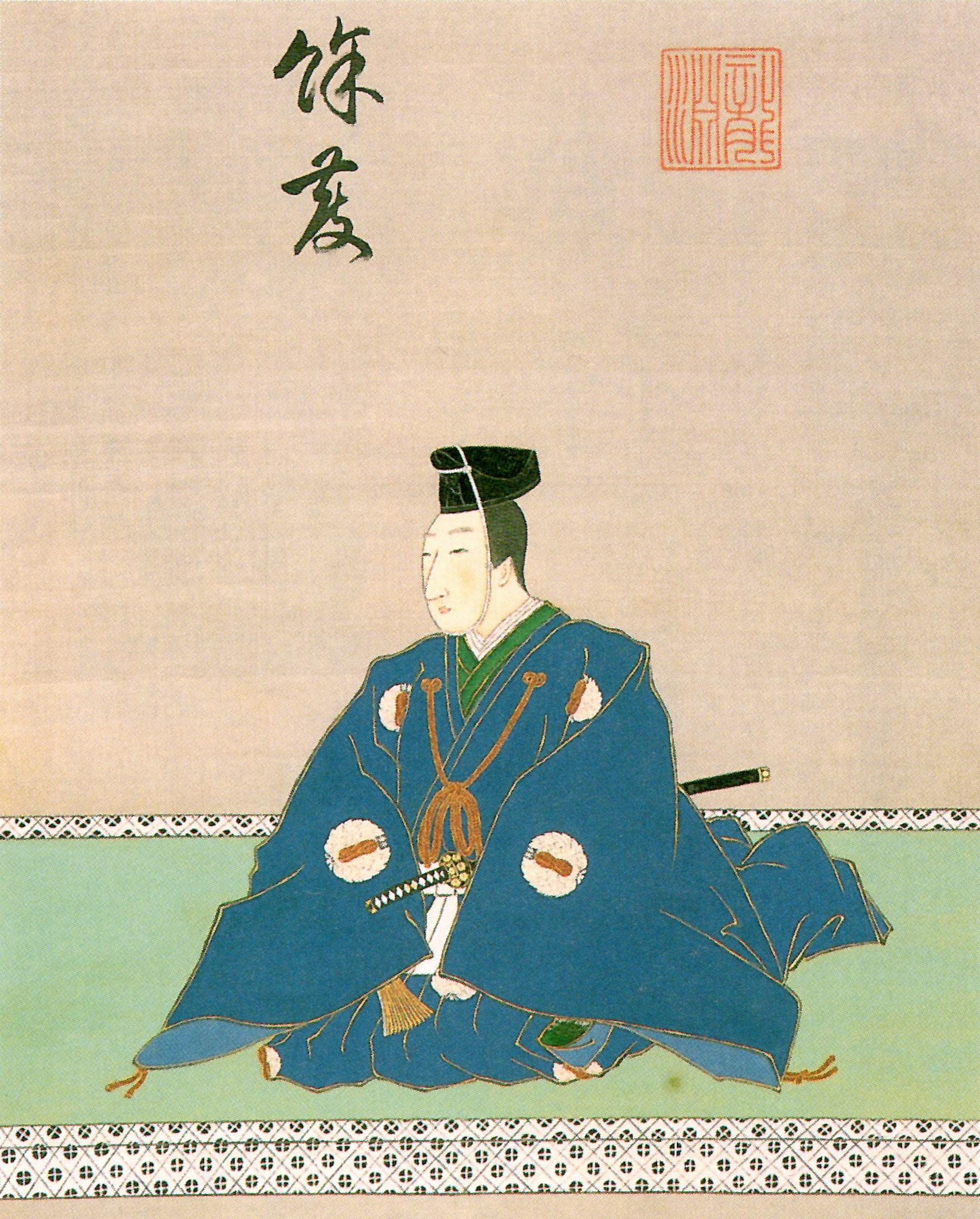
쓰가루 노부아키라

쓰가루 노부아키라(일본어: 津軽信明, 1762년 8월 11일 ~ 1791년 7월 22일)는 히로사키번의 8대 번주이다. 어릴 적 이름은 구마고로(熊五郎), 마쓰고로(松五郎)이다. 관위는 종5위하, 도사노카미(土佐守)이다.

## 성장
7대 번주 쓰가루 노부야스의 장남으로 태어났다. 어릴 적부터 재능이 있었고 우사미 게이스케(宇佐美恵助), 도코로자와 고레아키(戸沢惟顕) 등에게 가르침을 받았으며, 구마모토번주 호소카와 시게카타(細川重賢), 요네자와번주 우에스기 요잔(上杉鷹山), 시라카와번주 마쓰다이라 사다노부(松平定信) 등 당대 명군으로 불리던 이들과도 교류하였다.

## 개혁
1784년, 아버지가 급사하면서 그 뒤를 이었다. 당시의 히로사키 번은 덴메이 대기근으로 인해 엄청난 인명 피해를 입고, 구휼 비용으로 인해 재정적 어려움을 겪고 있었다. 이에 노부아키라는 뉴이 미쓰기(乳井貢), 모나이 아리에몬(毛内有右衛門) 등 유능한 인재를 중용하고, 부정을 저지른 가신들을 처벌하는 등 개혁을 단행한다. 모나이 아리에몬은 무사가 궁핍해지는 것이 봉록미에 의존하기 때문이라고 보고 번사들을 병농분리 이전의 상태로 돌려놓을 것을 주장했고, 노부아키라는 모나이의 진언에 따라 번사들을 귀농시켜 토착화하는 정책을 폈다. 이로써 기근으로 농민들이 떠나간 영지 내의 황폐한 땅을 번사들에 의해 복구시키려 하였다. 하지만 반대 의견에 부딪혀 우선 희망자에 한해서만 시행하였다. 그 후 아카이시 야스에몬(赤石安右衛門), 기쿠치 히로시(菊地寛司) 등의 노력으로 1천 정보(町步)의 농지를 회복하였다.
이와 더불어 재정난 타개를 위해 검약령을 내리고 번의 지출을 삭감하며, 의창을 설치하여 식량을 비축해놓았다. 그 외에도 번교 설립, 번의 법령 제정, 연공징수법을 풍년과 흉년 상관없이 일정량을 징수하던 방법(검견법)에서 매해 산출량에 따라 세수를 달리하는 방법(정면법)으로 고치는 등 각종 개혁 정책을 시행하여 번의 정치를 안정화시켜갔다.

## 사망
그러나 노부아키라는 1791년, 30세의 나이로 급사하였다. 독살설마저 제기될 정도로 갑작스러운 그의 죽음으로 인해 그동안 진척되어 오던 개혁은 그 문턱에서 좌절된다. 후사가 없어 쓰가루 야스치카가 양자로 번주 자리를 이었다.
| 전임 쓰가루 노부야스 | 제8대 히로사키번 번주 1784년 ~ 1791년 | 후임 쓰가루 야스치카 |